# Frédéric Garny
Frédéric Garny est un footballeur français né le 13 août 1974 à Mulhouse. Il évolue au poste d'attaquant du milieu des années 1990 à celui des années 2000. 
Formé au FC Mulhouse, il évolue au FC Sochaux, au Montpellier HSC, aux Chamois niortais, à l'ES Troyes AC, au SCO Angers et au FC Sète.
Devenu entraîneur, il devient entraîneur de l'équipe U19 du Montpellier HSC avec laquelle il remporte la Coupe Gambardella 2016-2017. Champion de France U19 2017-2018 - Vice Champion de France 2018-2019

## Carrière de joueur
- 1993-96 : FC Mulhouse (D2) (69 matchs, 6 buts)
- 1996-97 : FC Sochaux (D2) (39 matchs, 6 buts)
- 1997-00 : Montpellier HSC (D1) (37 matchs, 4 buts)[1],[2]
- 2000-03 : Chamois niortais FC (D2) (85 matchs, 12 buts)
- 2003-05 : ES Troyes AC (L2) (57 matchs, 3 buts)[3],[4]
- 2005-06 : SCO Angers (Nat)  (22 matchs, 4 buts)
- 2006-07 : FC Sète (Nat) (22 matchs, 2 buts)
- 2007-08 : FC Mulhouse (CFA)
- 2008-09 : GS Nicollin-Montpellier (Foot entreprise)
- 2009-10 : Pointe-Courte de Sète (DH)
- 2010-11 : Old School Sport Club (UFOLEP)

## Carrière d'entraîneur
- 2008-09 : Montpellier HSC (CFA), entraîneur adjoint